# رامون عزیز
رامون عزیز (انگلیسی: Ramon Azeez؛ زاده ۱۲ دسامبر ۱۹۹۲)بازیکن فوتبال اهل نیجریه است که به عنوان هافبک در باشگاه اسپانیایی گرانادا توپ می‌زند.
او بیشتر دوران حرفه‌ای خود را در اسپانیا گذراند و کار خود را از آلمریا ب آغاز کرد. در لا لیگا، او برای  تیم اول این باشگاه و نیز برای گرانادا بازی کرده است.
عزیز از سال ۲۰۱۴ ملی پوش نیجریه بود، و همراه با این تیم در جام جهانی ۲۰۱۴ حضور داشت.

## عملکرد باشگاهی

### آلمریا
عزیز در ابوجا متولد شد و فوتبال را در آکادمی Future Pro شروع کرد. در سال ۲۰۱۰ او با انتقال به آلمریا در اسپانیا موافقت کرد، اما برای تکمیل فرایند انتقال مجبور شد تا ژوئیه ۲۰۱۱ صبر کند.
در ۱۷ اوت ۲۰۱۲، بعد از یک فصل حضور کامل در تیم آلمریا ب در سطح سگوندا دیویسیون بی، عزیز اولین بازی خود را با تیم اصلی در دسته سگوندا دیویسیون انجام داد: در بازی خارج از خانه مقابل بارسلونا بی که پیروزی ۵–۴ آلمریا را در پی داشت، او در دقیقه ۵۵ جایگزین خاویر کاسکرو شد، اما تنها ده دقیقه بعد از کارت زردی که گرفت تعویض شد. به گفته سرمربی وقت آلمریا خاوی گراسیا، این تعویض برای جلوگیری از خطر اخراج انجام گرفت.
در ۲۸ ژوئن ۲۰۱۳، عزیز به تیم اصلی آلمریا راه پیدا کرد که تازگی به لا لیگا صعود کرده بود. او اولین حضور خود را در این مسابقات در ۳۰ اوت آن سال انجام داد و حدود ۲۰ دقیقه در بازی خانگی مقابل الچه که تساوی ۲–۲ نتیجه نهایی آن بود، بازی کرد.
عزیز اولین گل حرفه‌ای خود را به تاریخ ۲۱ دسامبر ۲۰۱۳ و در پیروزی ۱–۰ آلمریا مقابل رئال بتیس به ثمر رساند. او در دیدار برگشت دو تیم در آن فصل نقش خود را در پیروزی تیمش تکرار کرد و با گلزنی خود در دقیقه ۹۴، پیروزی ۳–۲ را برای آلمریا در ورزشگاه خانگی رقم زد.
آلمریا در پایان فصل ۱۵–۲۰۱۴ از لا لیگا سقوط کرد و عزیز به ندرت برای تیمش بازی کرد. در ژوئن ۲۰۱۵ او درخواست انتقال کرد، و پس از عدم موفقیت در امضای یک قرارداد حرفه‌ای، در ماه اوت به فهرست ذخیره‌های تیم تنزل کرد.
در ۲۶ ژانویه ۲۰۱۶، عزیز پس از توافق در یک قرارداد حرفه‌ای، به تیم اصلی بازگشت که به طور جدی در خطر سقوط به دسته سگوندا دیویسیون بی قرار داشت.

### لوگو / گرانادا
در تاریخ ۱۳ ژوئیه ۲۰۱۷، عزیز به عنوان بازیکن آزاد به لوگو تیمی دیگر از سطح دوم فوتبال اسپانیا، پیوست. در تاریخ ۱ فوریه ۲۰۱۹، وی با قراردادی سه و نیم ساله به تیم لیگ برتری گرانادا پیوست.
در ۲۱ سپتامبر ۲۰۱۹ و در هفته پنجم از لا لیگا ۲۰–۲۰۱۹ عزیز از روی پاس ارسالی آنتونیو پوئرتاس، نخستین گل گرانادا را در پیروزی خانگی ۲–۰ مقابل مدافع عنوان قهرمانی بارسلونا به ثمر رساند.

## عملکرد ملی
عزیز عضو ثابت تیم زیر ۱۷ سال نیجریه در جام جهانی فوتبال زیر ۱۷ سال ۲۰۰۹ بود و در پایان همراه با این تیم نایب قهرمان رقابت‌ها شد. دو سال بعد، او در جام جهانی جوانان نیز بازیکن ثابت تیم ملی بود.
در ۳ فوریه ۲۰۱۴، عزیز برای بازی دوستانه مقابل مکزیک که در ۵ مارس و با میزبانی جورجیا دوم برگزار شد به تیم بزرگسالان دعوت شد. او با حضور کامل در نیمه دوم این بازی که با تساوی ۰–۰ پایان یافت، اولین بازی خود را انجام داد.
در ۶ مه ۲۰۱۴، عزیز در ترکیب موقت ۳۰ نفره قبل از جام جهانی ۲۰۱۴ قرار گرفت. و نام او در لیست نهایی استیون کشی برای این مسابقات گنجانده شد. او اولین بازی خود را در ۱۶ ژوئن و در بازی آغازین مرحله گروهی مقابل ایران که با نتیجه ۰–۰ به اتمام رسید انجام داد.
در سپتامبر ۲۰۱۹، عزیز پس از پنج سال بار دیگر به تیم ملی فراخوانده شد.

## آمار عملکرد

### باشگاهی
تا تاریخ ۱۰ ژوئن ۲۰۱۷
| باشگاه       | فصل          | دسته               | لیگ    | لیگ  | جام    | جام  | دیگر رقابتها | دیگر رقابتها | مجموع  | مجموع |
| باشگاه       | فصل          | دسته               | بازی‌ها | گل‌ها | بازی‌ها | گل‌ها | بازی‌ها       | گل‌ها         | بازی‌ها | گل‌ها  |
| ------------ | ------------ | ------------------ | ------ | ---- | ------ | ---- | ------------ | ------------ | ------ | ----- |
| آلمریا ب     | ۱۲–۲۰۱۱      | سگوندا دیویسیون بی | ۲۸     | ۲    | —      | —    | —            | —            | ۲۸     | ۲     |
| آلمریا ب     | ۱۳–۲۰۱۲      | سگوندا دیویسیون بی | ۳۱     | ۳    | —      | —    | —            | —            | ۳۱     | ۳     |
| آلمریا ب     | ۱۶–۲۰۱۵      | سگوندا دیویسیون بی | ۱۹     | ۲    | —      | —    | —            | —            | ۱۹     | ۲     |
| آلمریا ب     | مجموع        | مجموع              | ۷۸     | ۷    | —      | —    | —            | —            | ۷۸     | ۷     |
| آلمریا       | ۱۳–۲۰۱۲      | سگوندا دیویسیون    | ۲      | ۰    | ۲      | ۰    | —            | —            | ۴      | ۰     |
| آلمریا       | ۱۴–۲۰۱۳      | لا لیگا            | ۳۰     | ۲    | ۲      | ۰    | —            | —            | ۳۲     | ۰     |
| آلمریا       | ۱۵–۲۰۱۴      | لا لیگا            | ۱۴     | ۰    | ۳      | ۰    | —            | —            | ۱۷     | ۰     |
| آلمریا       | ۱۶–۲۰۱۵      | سگوندا دیویسیون    | ۳      | ۰    | ۰      | ۰    | —            | —            | ۳      | ۰     |
| آلمریا       | ۱۷–۲۰۱۶      | سگوندا دیویسیون    | ۲۲     | ۲    | ۰      | ۰    | —            | —            | ۲۲     | ۲     |
| آلمریا       | مجموع        | مجموع              | ۷۱     | ۴    | ۷      | ۰    | —            | —            | ۷۸     | ۴     |
| مجموع عملکرد | مجموع عملکرد | مجموع عملکرد       | ۱۴۹    | ۱۱   | ۷      | ۰    | —            | —            | ۱۵۶    | ۱۱    |

### ملی
تا تاریخ ۱۳ اکتبر ۲۰۱۹
| نیجریه | نیجریه | نیجریه |
| سال    | بازی‌ها | گل‌ها   |
| ------ | ------ | ------ |
| ۲۰۱۴   | ۴      | ۰      |
| ۲۰۱۹   | ۱      | ۰      |
| مجموع  | ۵      | ۰      |

## افتخارات

### ملی
نیجریه زیر ۱۷ سال
- نایب‌قهرمان جام جهانی فوتبال زیر ۱۷ سال : ۲۰۰۹